# Stephenville (Texas)
Stephenville es una ciudad ubicada en el condado de Erath en el estado estadounidense de Texas. En el Censo de 2010 tenía una población de 17123 habitantes y una densidad poblacional de 555,01 personas por km².

## Geografía
Stephenville se encuentra ubicada en las coordenadas 32°12′55″N 98°13′12″O / 32.21528, -98.22000. Según la Oficina del Censo de los Estados Unidos, Stephenville tiene una superficie total de 30.85 km², de la cual 30.79 km² corresponden a tierra firme y (0.2%) 0.06 km² es agua.

## Demografía
Según el censo de 2010, había 17123 personas residiendo en Stephenville. La densidad de población era de 555,01 hab./km². De los 17123 habitantes, Stephenville estaba compuesto por el 87.2% blancos, el 2.18% eran afroamericanos, el 0.5% eran amerindios, el 1.19% eran asiáticos, el 0.06% eran isleños del Pacífico, el 7.18% eran de otras razas y el 1.69% pertenecían a dos o más razas. Del total de la población el 15.71% eran hispanos o latinos de cualquier raza.